# Monotes gossweileri
Monotes gossweileri är en tvåhjärtbladig växtart som beskrevs av De Wild.. Monotes gossweileri ingår i släktet Monotes och familjen Dipterocarpaceae. Inga underarter finns listade i Catalogue of Life.